# Lukács János (néptanító)
Lukács János (Korpona, 1834. december 28. – 1894. január 11.) evangélikus kántortanító, kertészeti szakíró.

## Élete
1854-ben nyert tanítóképesítő oklevelet Selmecbányán; működött Szásziban, Ocsován és Ambrófalván egy-egy évig. 1858-tól Szemlakon (Arad megye) volt tanító. Állami és megyei kitüntetésben részesült 1872-ben Keszthelyt, 1874-ben Budán és 1875-ben Aradon; Arad megye 25 forintnyi tiszteletdíjjal tüntette ki a gyümölcstermesztés körüli sikeres fáradozásáért. Elhunyt 1894. január 11-én, élete 60., tanítóskodásának 39. évében.
Cikkei a Néptanítók Lapjában (1872. Még egynehány szó a veréb megyfáról, 1882. Jön a tavasz, kertészkedjünk); az Aradvidéki tanítóegylet Közlönyében (1877. A mi ifjaink sietnek élni); két évig a Kertész Gazda című szakfolyóiratnak (1901–1902) a munkatársa  volt.

## Munkája
- Der kleine Méter-Rechner (im Sinne des VIII. Gesetz-Artikels vom Jahre 1874.) für Schule und Haus. Nach G. D. Lichard. Arad, 1874.